# Голяков, Яков Абрамович
Яков Абрамович Голяко́в (настоящая фамилия Гольдште́йн; 17 мая 1931, Москва — 21 апреля 2004, там же) — советский поэт-песенник, писатель, переводчик и сценарист, актёр, автор книг.

## Краткая биография
Автор пьес, оперных и балетных либретто, сценариев телефильмов и научно-популярных фильмов, цирковых программ, текстов эстрадных песен и песен к кинофильмам. Автор книг и литературных переводов.
В 1961 году окончил Ленинградский инженерно-строительный институт, а в 1962 году — филологический факультет Ленинградского государственного университета (заочное отделение).
Был женат на Беолине Львовне Ме́нделевой (развод). Есть двое дочерей: Алла и Инна (живут в Израиле).
После развода до самой смерти находился в гражданском браке с артисткой цирка Захаровой Еленой Михайловной, матерью известного российского журналиста Михаила Таратуты, автора и ведущего популярной некогда телепрограммы «Америка с Михаилом Таратутой».
В последние годы жизни Яков Голяков плотно сотрудничал с композитором Владимиром Михайловым и продюсером Василием Козловым. В результате этого сотрудничества,  буквально за несколько месяцев до смерти поэта, был издан его единственный прижизненный авторский компакт-диск «Счастливый круиз» полностью с песнями на музыку Владимира Михайлова и стихи Якова Голякова.
Скончался от рака горла. Похоронен на Востряковском кладбище в Москве.
Когда Яков Голяков писал книгу «Репортаж с дырой на шее» (издана в 2002 году), то уже был болен раком горла, именно поэтому книга получила такое название.

## Избранные песни
- «Каскадёр» (муз. Борис Журавлёв, исполняет Николай Караченцов)
- «Саласпилс» (муз. Александр Тимошенко и Эдуард Кузи́нер, исполняет ВИА «Поющие гитары»)[9]
- «Гвардии сестрёнка» (муз. Василий Соловьёв-Седой, исполняет Эдита Пьеха)
- «Этого мне только не хватало» (муз. Эдуард Сломчинский и Сергей Ветров, исполняет Анатолий Королёв)
- «Встречу тебя» (муз. Яков Дубравин, исполняет Гертруда Юхина)
- «Просто счастье» (муз. Яков Дубравин, исполняет Иосиф Кобзон)
- «Вальс для нас» (муз. Сергей Самойлов, исполняет Сергей Захаров)
- «Баллада о Неве» (муз. Анатолий Милославский, исполняет Леонид Кострица)
- «Песня о Душанбе» (муз. Геннадий Александров, исполняет Махфират Хамракулова)
- «Может присниться» (муз. Андрей Петров, исполняет Людмила Сенчина, Таисия Калинченко)
- «Здравствуй, Москва Златоглавая!» (муз. Владимир Михайлов, исполняет Владимир Михайлов)[3]
- «1002-я ночь» (муз. Владимир Михайлов, исполняет Владимир Михайлов)
- «Путь солдата» (муз. Игорь Петренко, исполняет Александр Серов)
- «Первый трамвай» (муз. Владимир Дмитриев, исполняет Анатолий Королёв)

## Дискография песен автора
- Мелодии друзей 68 (1968, Мелодия, Vinyl)
- Мария Пахоменко – Когда смеются львы (1971, Мелодия, Vinyl)
- ВИА «Поющие гитары» - Саласпилс (1973, Мелодия, Vinyl)[10]
- В. Соловьёв-Седой – Песни (1974, Мелодия, Vinyl)
- Rote Lieder 4. Festival Des Politischen Liedes (1974, ГДР, Eterna, Vinyl)
- Поёт Людмила Сенчина (1975, Мелодия, Vinyl)
- В. Соловьёв-Седой – Мелодии и песни (1977, Мелодия, 2 Vinyl)
- Владимир Михайлов – Благодарю тебя за сон (1997, Master Sound/Titan Music Inc., CD)
- Валерий Ободзинский – Запоздалая любовь (1998, AVA Records, CD)
- Владимир Михайлов. Песни на стихи Якова Голякова – Счастливый круиз (2003, Titan Music Inc., CD)[6]
- Владимир Михайлов – Песни для детей (2004, Titan Music Inc., CD)
- Владимир Михайлов – Голос детства (2005, Весть ТДА, CD)
- Песни композитора Владимира Михайлова – Звезда Надежды (2005, Titan Music Inc., CD)
- Мария Пахоменко – Любовь останется (2005, Мелодия, CD)
- Валерий Ободзинский – Вечная весна (2006, Bomba Music, CD)

## Актёрская фильмография
- 1967 «Седьмой спутник» (заключённый, в титрах не указан)
- 1972 «Звезда в ночи» (хан)
- 1973 «Пожар во флигеле, или Подвиг во льдах» (старик-орёл, в титрах не указан)
- 1979 «Стрельба дуплетом» (Аль Хаммади)
- 1990 «Последняя осень» (профессор Леонид Миронович, в титрах не указан)
- 1993 «Чтобы выжить» (наркобарон)[11]
- 2001 «Ключи от смерти» (Марлен Фридрихович Гарахов)
- 2002 «Главные роли»

## Песенная фильмография
- 1970 «Бушует «Маргарита» (песня «Петрушка»)
- 1970 «Мой добрый папа» (все песни)
- 1972 «Табачный капитан» (все песни)
- 1972 «Звезда в ночи» («Песня о Родине»)
- 1973 «А вы любили когда-нибудь?» (все песни)
- 1973 «Чтобы быть счастливым!» (песня «Золотая рыбка»)

## Книги
- «Репортаж с дырой на шее» (2002, изд-во Алетейя) — ISBN 5-89329-507-2
- «Словно день тому назад» (2003, изд-во Алетейя) — ISBN 5-89329-601-X
- «Галопом за ускакавшей натурой» (2006, изд-во Алетейя) — ISBN 5-89329-763-6

## Переводы
- Маркус Вольф «Секреты русской кухни. Geheimnisse Der Russischen Kuche» (1997, изд-во Вымпел) перевод с немецкого — ISBN отсутствует
- Анжел Вагенштайн «Аврам Алкаш, или Далеко от Толедо» (2002, изд-во Алетейя)[12] перевод с болгарского — ISBN отсутствует
- Анжел Вагенштайн «Пятикнижие Исааково, или Житие Исаака Якоба Блюменфельда» (2002, изд-во Алетейя) перевод с болгарского — ISBN 5-89329-534-X